# 客家震旦介
客家震旦介（学名：Sinocythere hackka）为粗面介科震旦介屬下的一个种。